# Lamyra gulo
Lamyra gulo là một loài ruồi trong họ Asilidae. Lamyra gulo được Loew miêu tả năm 1851. Loài này phân bố ở vùng nhiệt đới châu Phi.